# Alexandru Vlad
Alexandru Nicolae Vlad (ur. 6 grudnia 1989 w Syhocie Marmaroskim) – piłkarz rumuński grający na pozycji obrońcy.

## Kariera piłkarska

### Kariera klubowa
Wychowanek klubu Ardealul Cluj-Napoca. W 2008 roku zadebiutował w barwach klubu Internațional Curtea de Argeș w drugiej lidze rumuńskiej. Po zakończeniu sezonu przeniósł się do Săgeata Năvodari. Latem 2011 został zaproszony do pierwszoligowego zespołu Pandurii Târgu Jiu. W rumuńskiej ekstraklasie swój pierwszy mecz rozegrał 24 lipca 2011, Pandurii zremisował 1:1 na wyjeździe z Ceahlăulem Piatra Neamț. 3 lipca 2013 roku został piłkarzem ukraińskiego Dnipra Dniepropietrowsk. 31 maja 2017 przeszedł do CFR 1907 Cluj.

## Sukcesy i odznaczenia

### Sukcesy klubowe
- wicemistrz Rumunii: 2013